# Júnior Santos
Júnior Santos, właśc. José Antonio dos Santos Júnior (ur. 11 października 1994 w Conceição do Jacuípe) – brazylijski piłkarz występujący na pozycji skrzydłowego lub napastnika, od 2023 roku zawodnik Botafogo.